# Talsperre Stollberg
Die Talsperre Stollberg, Talsperre Querenbach oder Querenbachtalsperre ist eine Talsperre im Freistaat Sachsen. Sie wurde von 1949 bis 1954 bei Stollberg im Erzgebirge gebaut. Sie dient der Trinkwasserversorgung für Stollberg und Umgebung und dem Hochwasserschutz. Die Talsperre ist eine „große Talsperre“ nach ICOLD. Das gestaute Gewässer ist der Untere Querenbach und einige kleinere Bäche.

## Bauwerke

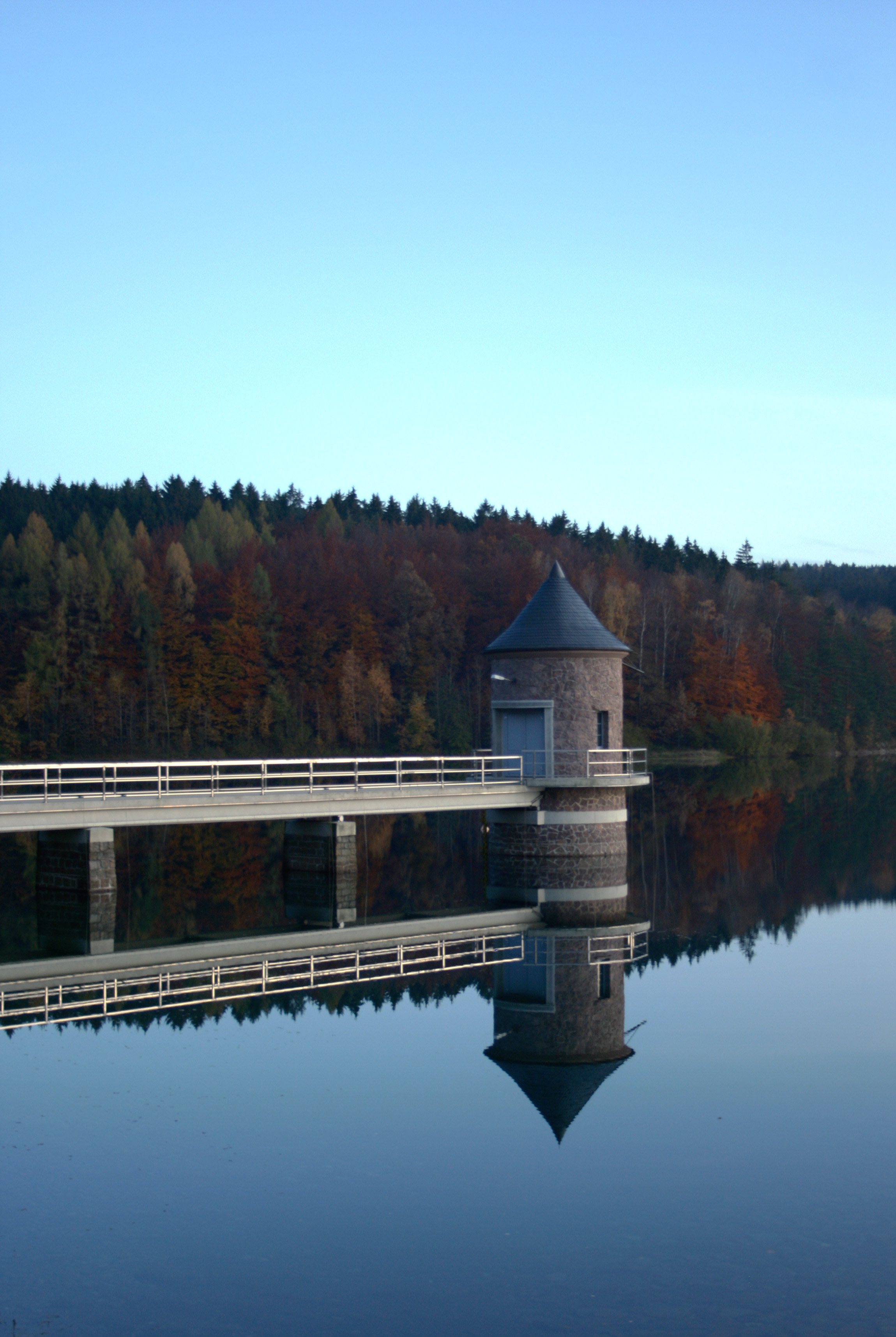
Entnahmeturm

Das Absperrbauwerk der Talsperre ist ein Staudamm mit einer geneigten Innendichtung aus Lehm. Das Wasser wird durch einen Entnahmeturm, der im Stausee steht, entnommen. Die Talsperre hat eine Vorsperre am Zufluss des Querenbaches.

## Freizeitmöglichkeiten
Baden und sonstiger Wassersport sind nicht erlaubt, weil die Talsperre der Trinkwassergewinnung mit besonderen Reinhaltungsvorschriften dient.